# Lista över kanadensiska filmer från 1980-talet
Detta är en lista över filmer som produceras i Kanada under 1980-talet och är sorterad efter året och datumet filmen släpptes.
| 1980                                   |                       |                                                         |            |                                                                                  |
| Bad Company                            | Peter Wronski         |                                                         |            |                                                                                  |
| Les Bons débarras                      | Francis Mankiewicz    |                                                         |            | Genie Award for Best Motion Picture                                              |
| Deadly Companion                       | George Bloomfield     | John Candy, Anthony Perkins                             |            |                                                                                  |
| Fantastica                             | Gilles Carle          |                                                         |            | Fanns med på Filmfestivalen i Cannes 1980                                        |
| Prom Night                             | Paul Lynch            | Leslie Nielsen, Jamie Lee Curtis                        | Slasher    |                                                                                  |
| Every Child                            | Derek Lamb            |                                                         | Animation  | Vinnare av en Oscar                                                              |
| Happy Birthday to Me                   | J. Lee Thompson       |                                                         |            |                                                                                  |
| The Hockey Sweater                     | Sheldon Cohen         |                                                         | Animation  |                                                                                  |
| Corridors                              | Robert Favreau        |                                                         |            |                                                                                  |
| Pris au piège                          | Robert Favreau        |                                                         |            |                                                                                  |
| Terror Train                           | Roger Spottiswoode    | Ben Johnson, Jamie Lee Curtis                           | Slasher    |                                                                                  |
| 1981                                   |                       |                                                         |            |                                                                                  |
| The Burning                            | Tony Maylam           | Jason Alexander                                         |            |                                                                                  |
| My Bloody Valentine                    | George Mahika         |                                                         | Slasher    |                                                                                  |
| Le confort et l'indifférence           | Denys Arcand          |                                                         | Dokumentär |                                                                                  |
| Heartaches                             | Donald Shebib         | Margot Kidder                                           |            | Best Actress Genie                                                               |
| Heavy Metal                            | Gerald Potterton      |                                                         | Animation  |                                                                                  |
| Just Another Missing Kid               | John Zaritsky         |                                                         | Dokumentär | Academy Award for Documentary Feature                                            |
| Quest for Fire                         | Jean-Jacques Annaud   | Rae Dawn Chong, Everett McGill                          |            | Vinnare av César Award                                                           |
| Scanners                               | David Cronenberg      | Michael Ironside                                        |            |                                                                                  |
| Ticket to Heaven                       | Ralph L. Thomas       | Saul Rubinek                                            | Drama      | Genie Award for Best Motion Picture                                              |
| 1982                                   |                       |                                                         |            |                                                                                  |
| Deadly Eyes                            | Robert Clouse         | Scatman Crothers                                        |            |                                                                                  |
| The Great Chess Movie                  |                       |                                                         |            |                                                                                  |
| The Grey Fox                           | Phillip Borsos        | Richard Farnsworth                                      |            | Genie Award for Best Motion Picture                                              |
| Humongous                              | Paul Lynch            | Janet Julian, David Wallace                             |            |                                                                                  |
| If You Love This Planet                | Terri Nash            |                                                         | Dokumentär | Vinnare av en Oscar                                                              |
| Paradise                               | Stuart Gillard        |                                                         |            |                                                                                  |
| La bête lumineuse                      | Pierre Perrault       |                                                         | Dokumentär | Fanns med på Filmfestivalen i Cannes 1983                                        |
| 1983                                   |                       |                                                         |            |                                                                                  |
| Narcissus                              | Norman McLaren        | Jean-Louis Morin                                        |            | McLarens sista film                                                              |
| Videodrome                             | David Cronenberg      | James Woods                                             |            | Kultfilm                                                                         |
| 1984                                   |                       |                                                         |            |                                                                                  |
| The Bay Boy                            | Daniel Petrie         | Kiefer Sutherland                                       |            | Genie Award for Best Motion Picture                                              |
| A Soft Look                            | Perry Mark Stratychuk |                                                         | Dokumentär | Silver Award Houston Film Festival                                               |
| Le jour S...                           | Jean Pierre Lefebvre  |                                                         |            | Fanns med på Filmfestivalen i Cannes 1984                                        |
| 1985                                   |                       |                                                         |            |                                                                                  |
| The Big Snit                           | Richard Condie        |                                                         | Animation  | Nominerad till en Oscar                                                          |
| The Care Bears Movie                   | Arna Selznick         |                                                         | Animation  | Golden Reel för box office                                                       |
| Crime Wave                             | John Paizs            |                                                         |            |                                                                                  |
| Joshua Then and Now                    | Ted Kotcheff          | James Woods                                             |            | Skriven av Mordechai Richler 5 Genie Award vinster och 7 nominationer            |
| The Last Polka                         |                       |                                                         |            |                                                                                  |
| Le Matou                               | Jean Beaudin          |                                                         |            |                                                                                  |
| My American Cousin                     | Sandy Wilson          |                                                         |            | Genie Award for Best Motion Picture                                              |
| The Peanut Butter Solution             | Michael Rubbo         |                                                         |            |                                                                                  |
| 1986                                   |                       |                                                         |            |                                                                                  |
| The Adventure of Faustus Bidgood       | Andy Jones            | Robert Joy, Greg Malone                                 |            |                                                                                  |
| Care Bears Movie II: A New Generation  | Dale Schott           |                                                         | Animation  |                                                                                  |
| Le Déclin de l'empire américain        | Denys Arcand          |                                                         |            | Vinnare av 9 Genie Awards                                                        |
| Final Offer                            | Sturla Gunnarsson     | Buzz Hargrove                                           | Dokumentär | Genie för bästa dokumentär                                                       |
| Loyalties                              | Anne Wheeler          | Kenneth Welsh                                           | Drama      |                                                                                  |
| 1987                                   |                       |                                                         |            |                                                                                  |
| The Care Bears Adventure in Wonderland | Raymond Jafelice      |                                                         | Animation  |                                                                                  |
| Hello Mary Lou: Prom Night II          | Bruce Pittman         | Michael Ironside                                        |            |                                                                                  |
| I've Heard the Mermaids Singing        | Patricia Rozema       | Sheila McCarthy, Paule Baillargeon, Ann-Marie MacDonald |            |                                                                                  |
| The Man Who Planted Trees              | Frédéric Back         |                                                         |            | Vinnare av Academy Award och med på Filmfestivalen i Cannes 1987                 |
| Savannah Electric                      | Perry Mark Stratychuk | Dean V. Beckman                                         |            |                                                                                  |
| Train of Dreams                        | John N. Smith         |                                                         |            |                                                                                  |
| Un zoo la nuit                         | Jean-Claude Lauzon    |                                                         |            | 13 Genie Awards                                                                  |
| 1988                                   |                       |                                                         |            |                                                                                  |
| Anklagad                               | Jonathan Kaplan       | Jodie Foster                                            |            | Best Actress Oscar                                                               |
| Dead Ringers                           | David Cronenberg      |                                                         |            | Genie Award for Best Motion Picture                                              |
| Portion d'éternité                     | Robert Favreau        |                                                         |            |                                                                                  |
| Tales from the Gimli Hospital          | Guy Maddin            |                                                         |            | Kultfilm                                                                         |
| 1989                                   |                       |                                                         |            |                                                                                  |
| 50 ans                                 | Gilles Carle          |                                                         |            | Vann Short Film Palme d'Or på Filmfestivalen i Cannes 1989                       |
| Things                                 | Andrew Jordan         | Barry J. Gillis, Amber Lynn                             |            | skräck- och kultfilm                                                             |
| American Boyfriends                    | Sandy Wilson          |                                                         |            | Uppföljare till My American Cousin                                               |
| Bye Bye Blues                          | Anne Wheeler          | Rebecca Jenkins                                         |            | Best Actress Genie                                                               |
| Jesus of Montreal                      | Denys Arcand          | Lothaire Bluteau                                        |            | Genie Award for Best Motion Picture, Juryns pris på Filmfestivalen i Cannes 1989 |